# 54 Alexandra
54 Alexandra è un grande e scuro asteroide della fascia principale.
Alexandra fu scoperto il 10 settembre 1858 da Hermann Mayer Salomon Goldschmidt dall'Osservatorio astronomico di Parigi (Francia). Fu battezzato così da François N. M. Moigno in onore dell'esploratore e naturalista tedesco Alexander von Humboldt.
Le osservazioni fotometriche di questo asteroide eseguite fra il 1990 e il 1992 hanno evidenziato una curva leggera con un periodo di 18.14 ± 0.04 ore e una variazione di luminosità di magnitudo 0.10.
Alexandra è stata esaminata al radar.
Era il membro più grande della precedente famiglia omonima di asteroidi, un gruppo dinamico di corpi celesti di tipo C che condividono elementi orbitali simili, e comprendente anche 70 Panopaea e 145 Adeona.
145 Adeona fu successivamente assegnata ad una propria famiglia, separata da Alexandra e Panopaea.
Il 17 maggio 2005 l'asteroide ha occultato una stella di debole luminosità (magnitudo 8.5). Tracciato un profilo con una sezione trasversale approssimativamente ovale con dimensioni di 160 × 135 km (± 1 km), sulla base degli effetti reciprocamente perturbanti di altri corpi la massa dell'asteroide è stata stimata pari a (6,16±3,50)×1018 kg.